# ماریو بالری
ماریو بالری (انگلیسی: Mario Balleri؛ ۱۷ سپتامبر ۱۹۰۲ – ۹ مارس ۱۹۶۲) قایقران روئینگ اهل ایتالیا بود.
وی در مسابقات کشوری و بین‌المللی در مجموع برندهٔ ۱ مدال طلا، ۴ مدال نقره شده‌است.